# Рамат-Ган
Рама́т-Ган (ивр. רמת גן‎, буквально «Садовая возвышенность») — город в центральной агломерации Израиля Гуш-Дан, к востоку от Тель-Авива, близ городов Гиватаим, Бней-Брак, Кирьят-Оно и Гиват-Шмуэль.

## История
Рамат-Ган был основан в 1921 году как мошав (сельскохозяйственное поселение). Первоначальным названием было Ир-Ганим (ивр. עיר גנים‎) — «Город садов». Со временем Рамат-Ган перешёл от аграрной экономики к коммерческой и промышленной. В 1926 году британский мандат признал Рамат-Ган местным муниципальным советом.
В 1950 году поселение получило статус города. В 1950-х годах были заложены Национальный парк и стадион, на котором в том числе проводятся церемонии открытия Маккабиады. В 1961 году в результате расширения муниципальных границ города на его территории оказались Университет имени Бар-Илана и Медицинский центр им. Хаима Шиба (также называемый больницей Тель-ха-Шомер). Медицинский центр «Шиба» является самым большим медицинским центром на Ближнем Востоке. В 1968 году была открыта Алмазная биржа Израиля — сегодня крупнейшая в мире. В Рамат-Гане расположен также сафари-парк, где животные содержатся в естественных условиях.
Уровень образования — один из самых высоких в стране. Жизненный уровень выше среднего в стране.

## Население
По данным Центрального статистического бюро Израиля, население на начало 2020 года составляло 163 480 человек. На 2019 год Рамат-Ган являлся 11-м по населению городом Израиля.
В 2018 году 93,6 % населения составляли евреи.
Естественный прирост населения составляет 1,8 %.
12,5 % населения — репатрианты, приехавшие после 1990 года.
83,2 % выпускников школ получили аттестат зрелости, 39,0 % населения имеют свидетельство о высшем образовании. Средняя зарплата на 2017 год составила 11 360 шекелей.

## Экономика
В деловом центре на северо-западе города, на территории, примыкающей к Тель-Авиву, сконцентрированы небоскрёбы, в том числе «Моше Авив» («Городские Ворота») — самое высокое здание в Израиле высотой 244 метра; здания алмазной биржи, отель «Леонардо», предприятия хай-тека.
В марте 2006 года американский магнат Дональд Трамп объявил о своём намерении построить в городе «Elite Tower» (ранее — «Трамп Плаза Тауэр») — 70-этажную башню с офисами и престижными квартирами; однако проект был отменен.

## Спорт

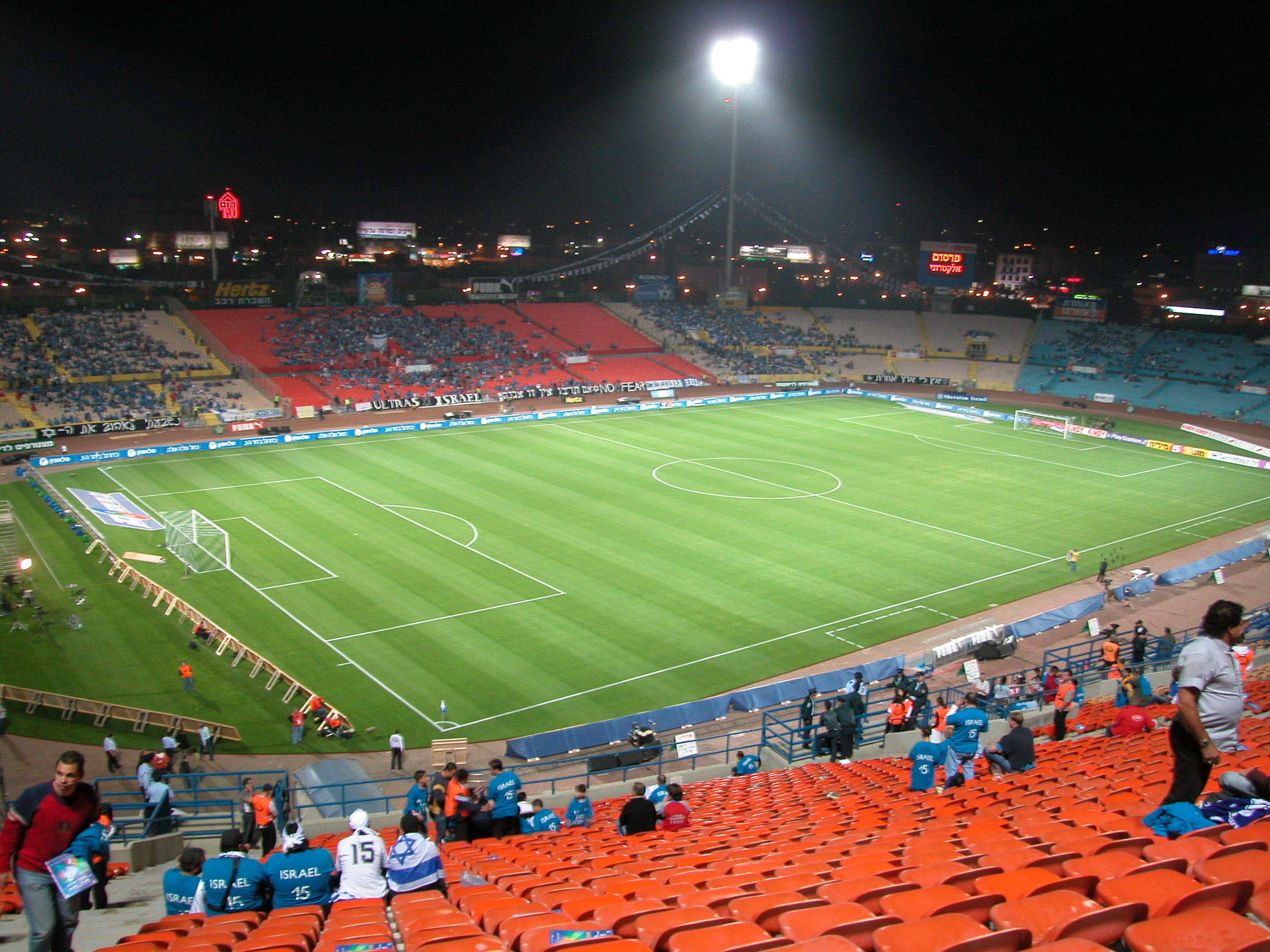
Стадион Раман-Ган в 2006 году

В городе находится один из стадионов, где свои матчи проводит национальная сборная Израиля по футболу. Это самый большой стадион в стране, и один из трёх стадионов в Израиле, отвечающих мировым стандартам для проведения футбольных матчей. Его вместимость составляет 41 583 зрителя. Архитектор стадиона — Айвор Шоу Фриба. Стадион построен в 1951 году. Свой сегодняшний вид он приобрел после реконструкции 1982 года. Со временем только улучшались места для зрителей и внутренняя отделка стадиона. Кроме спортивных мероприятий стадион активно используется как музыкальная площадка.
Среди многочисленных спортивных сооружений Рамат-Гана — городской спортивный зал «Маром Наве», оборудованным трибунами для зрителей на 380 мест. В спортзале «Маром Наве» проводятся тренировки и соревнования по баскетболу, мини-футболу, волейболу и гандболу, а также культурно-зрелищные мероприятия. В январе 2014 года в спорткомплексе «Маром Наве» тренировалась сборная команда России по художественной гимнастике.
В городе базируется клуб Бейтар Рамат-Ган.

### Музеи
- Бейт Авраам Криници[ивр.], дом первого мэра, является музеем истории Рамат-Гана.
- Человек и живой мир[ивр.] — музей естественной истории,
- музей «Маккаби» — посвящен истории еврейского спорта с 1898 года[8].
- Музей израильского искусства[англ.]
- Музей русского искусства[ивр.],
- Музей еврейского искусства,
- Музей дальневосточного искусства Йехиэля Нахари[ивр.].

## Мэры
| Авраам Криницы | 1926-1967      |
| Исраэль Пелед  | 1967—1983      |
| Ури Амит       | 1983—1989      |
| Цви Бар        | 1989—2013      |
| Исраэль Зингер | 2013—2018      |
| Кармель Шама   | 2018—наст. вр. |

## Города-побратимы
| - Барнет, Лондон, Великобритания (1976) - Кассель, Германия (1990) - Страсбург, Франция (1991) - Шэньян, Китай (1993) - Сомбатхей, Венгрия (1995) - Вроцлав, Польша (1997) - Вайнхайм, Германия (1999) - Майн-Кинциг, Германия (2000) - Финикс, США (2005) - Пенза, Россия (2007) - Рио-де-Жанейро, Бразилия (2011) - Циндао, Китай (2012) - Округ Сан-Борха, Лима, Перу (2014) - Таоюань, Тайвань (2016) |

## Галерея

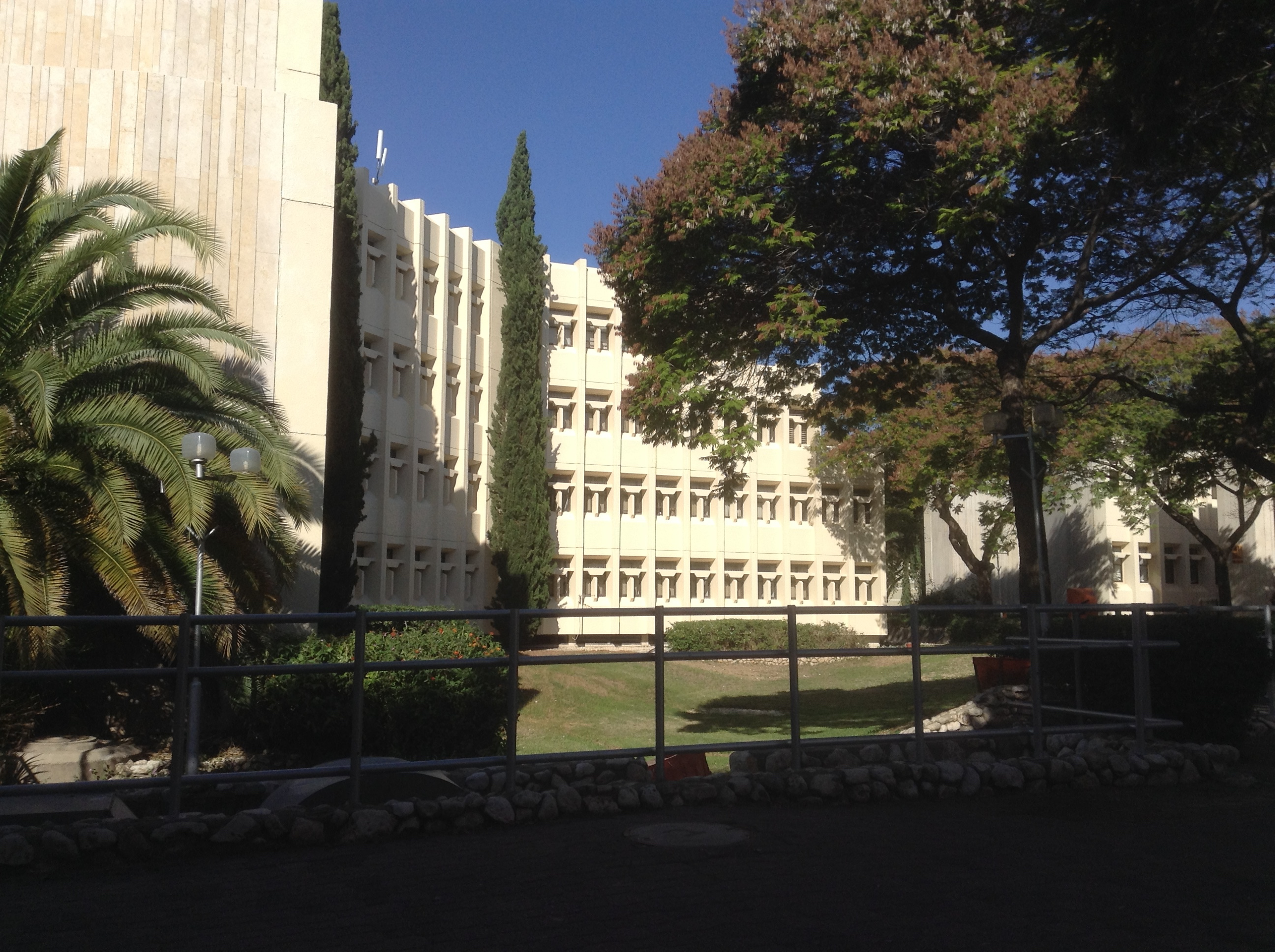
Университет имени Бар-Илана
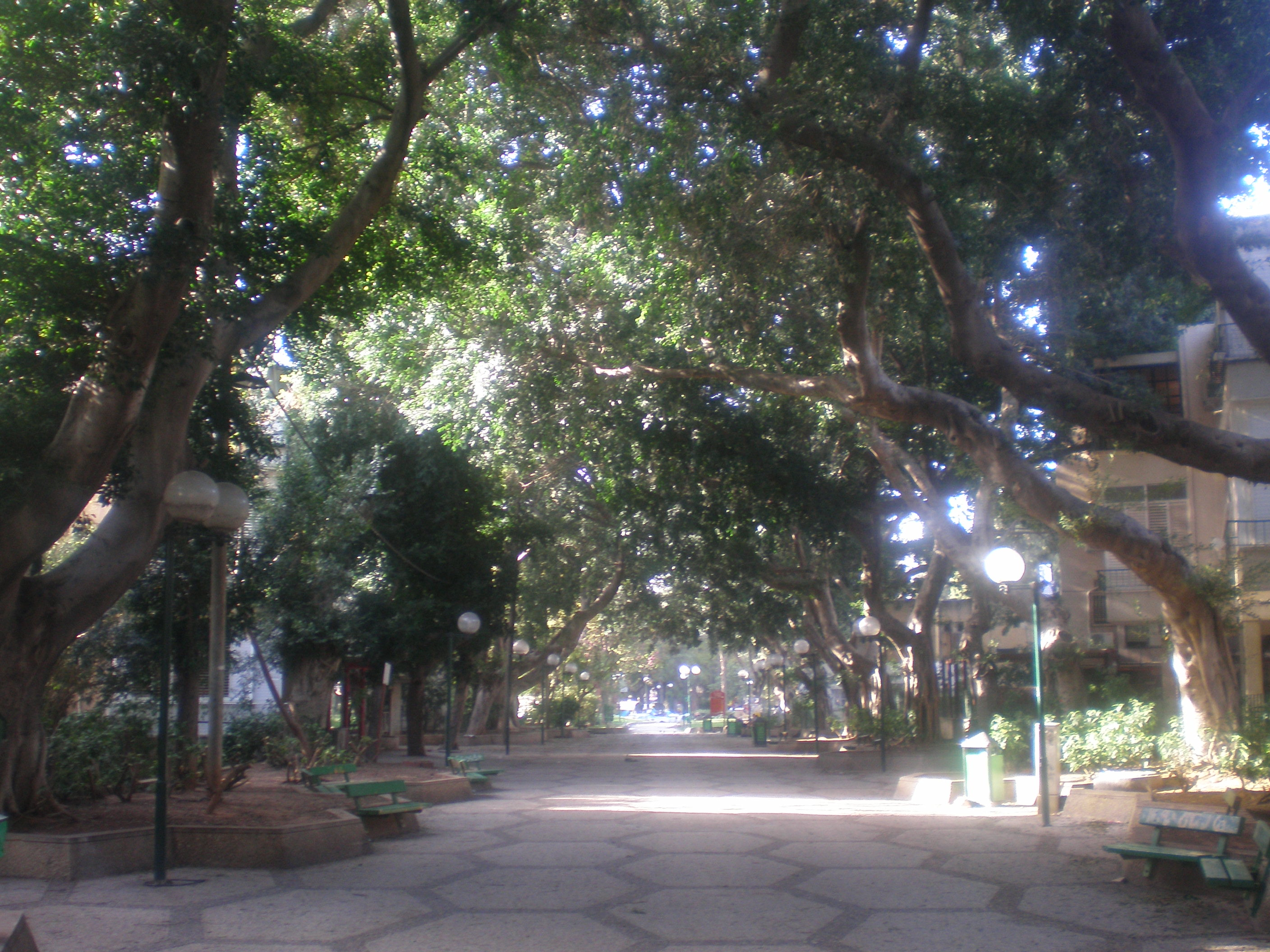
Улица Сдерот Ха-Елед
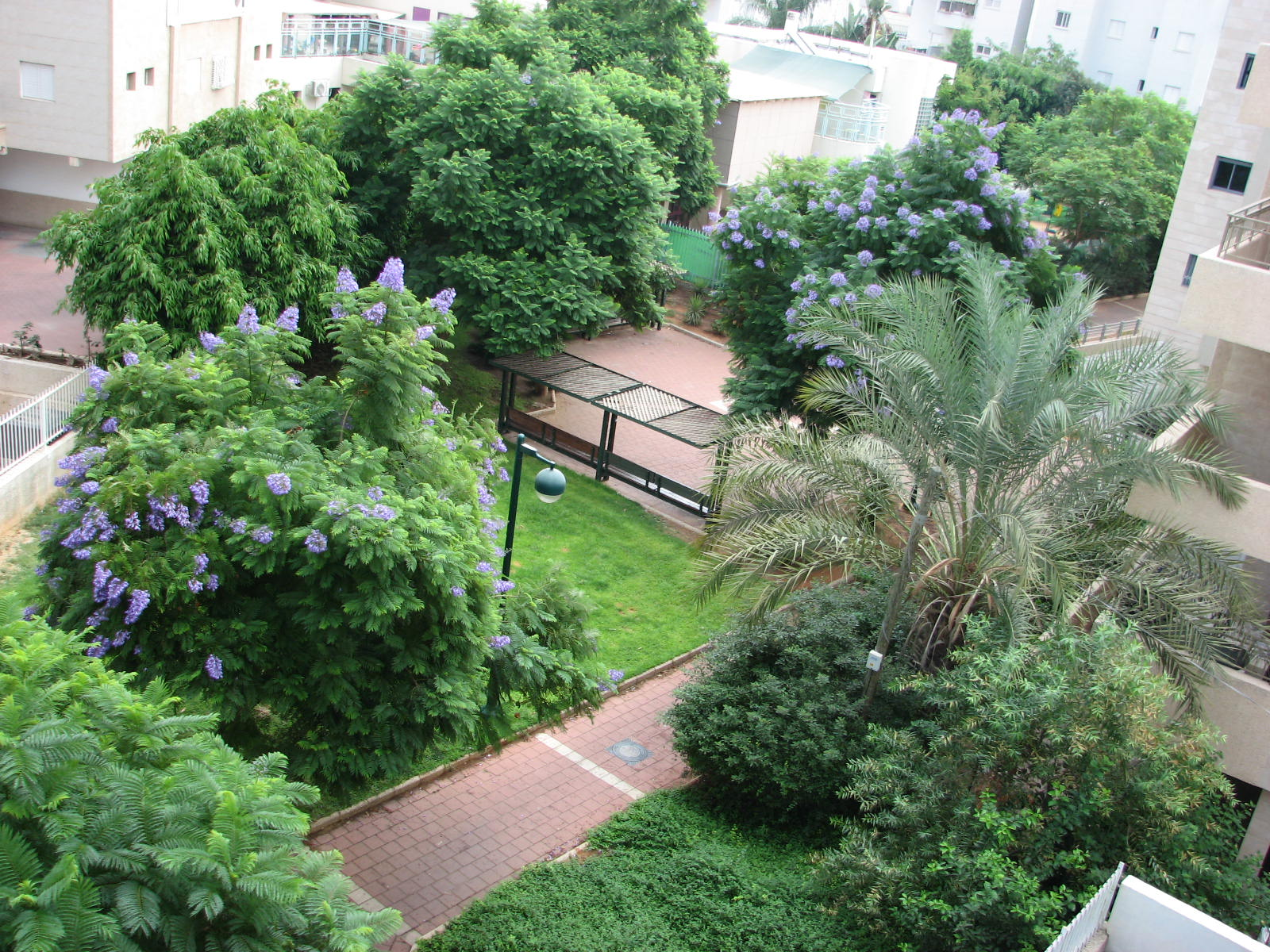
Сад в Рамат-Гане
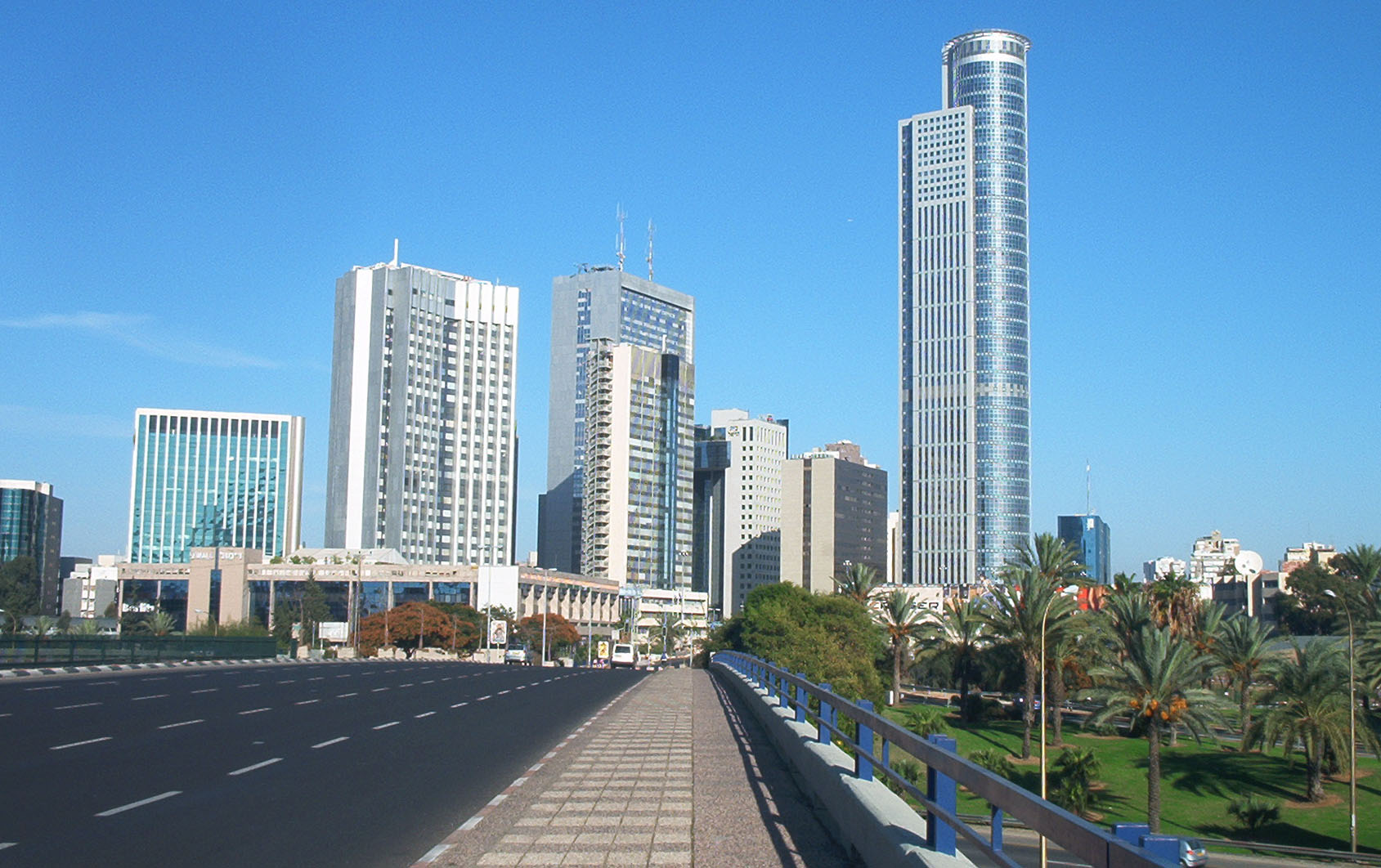
Высотные здания Рамат-Гана с башней Моше Авив
Шоссе 20 разделяет Рамат-Ган и Тель-Авив
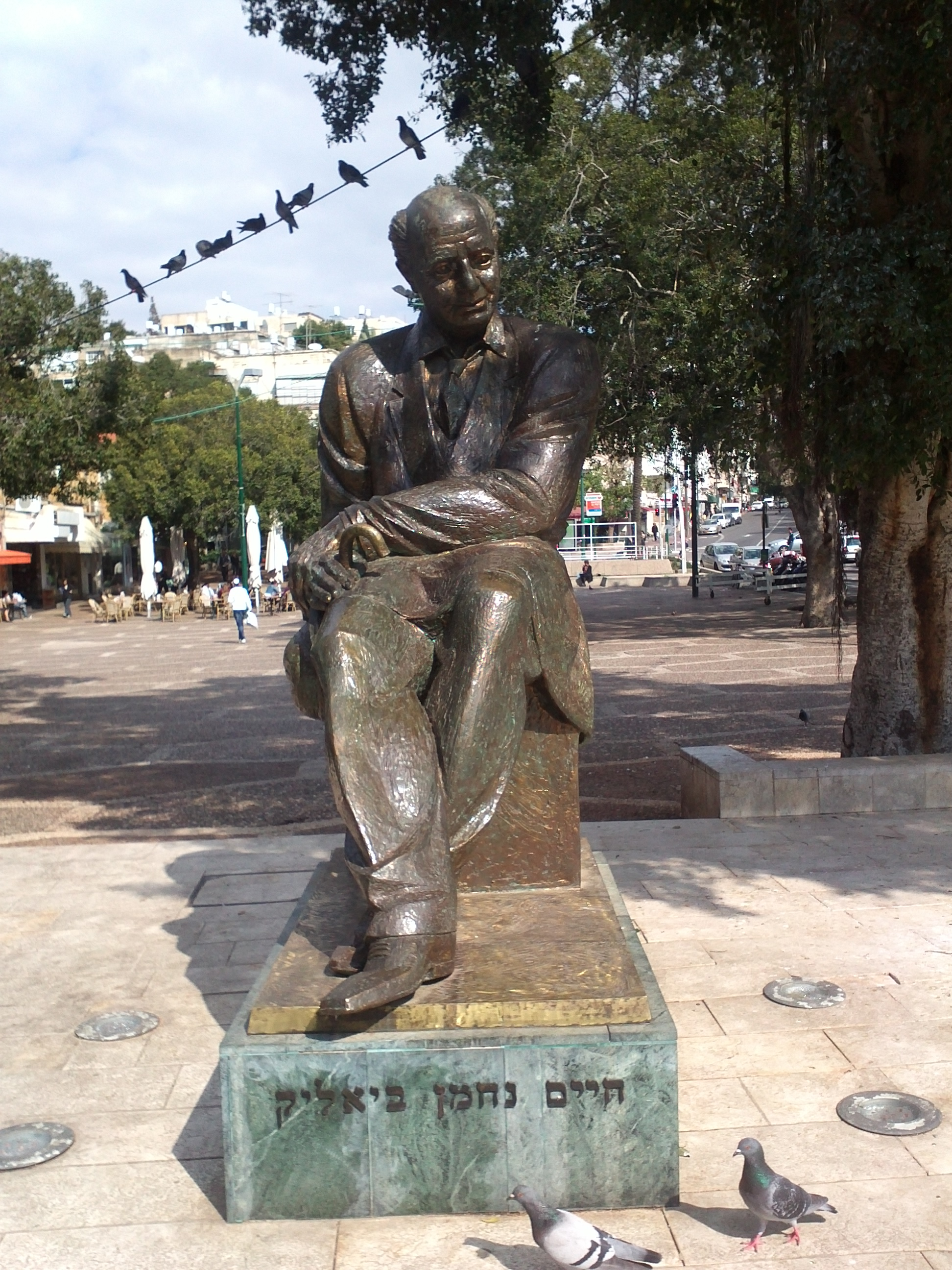
Памятник Бялику
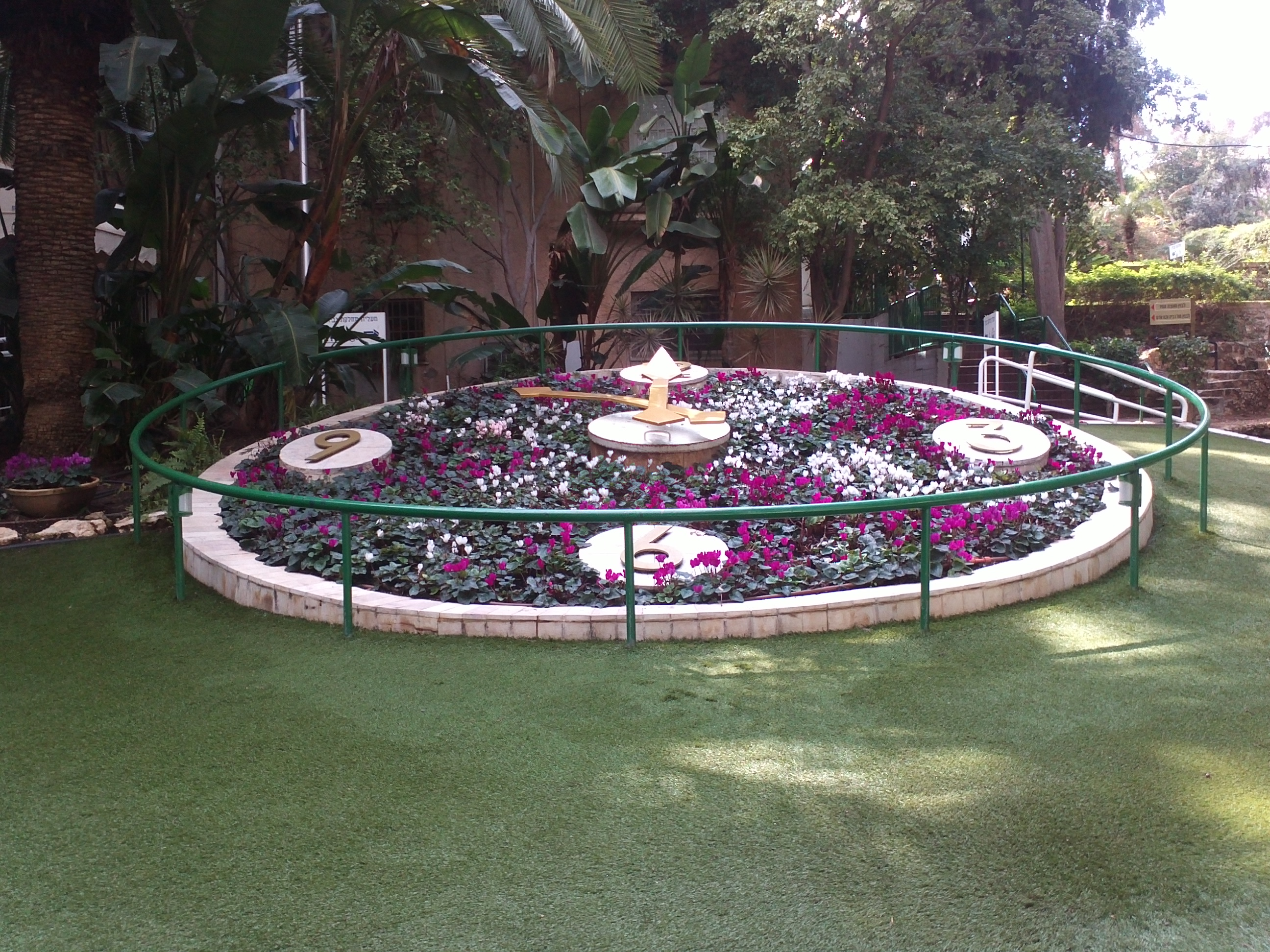
Цветочные часы в Рамат-Гане
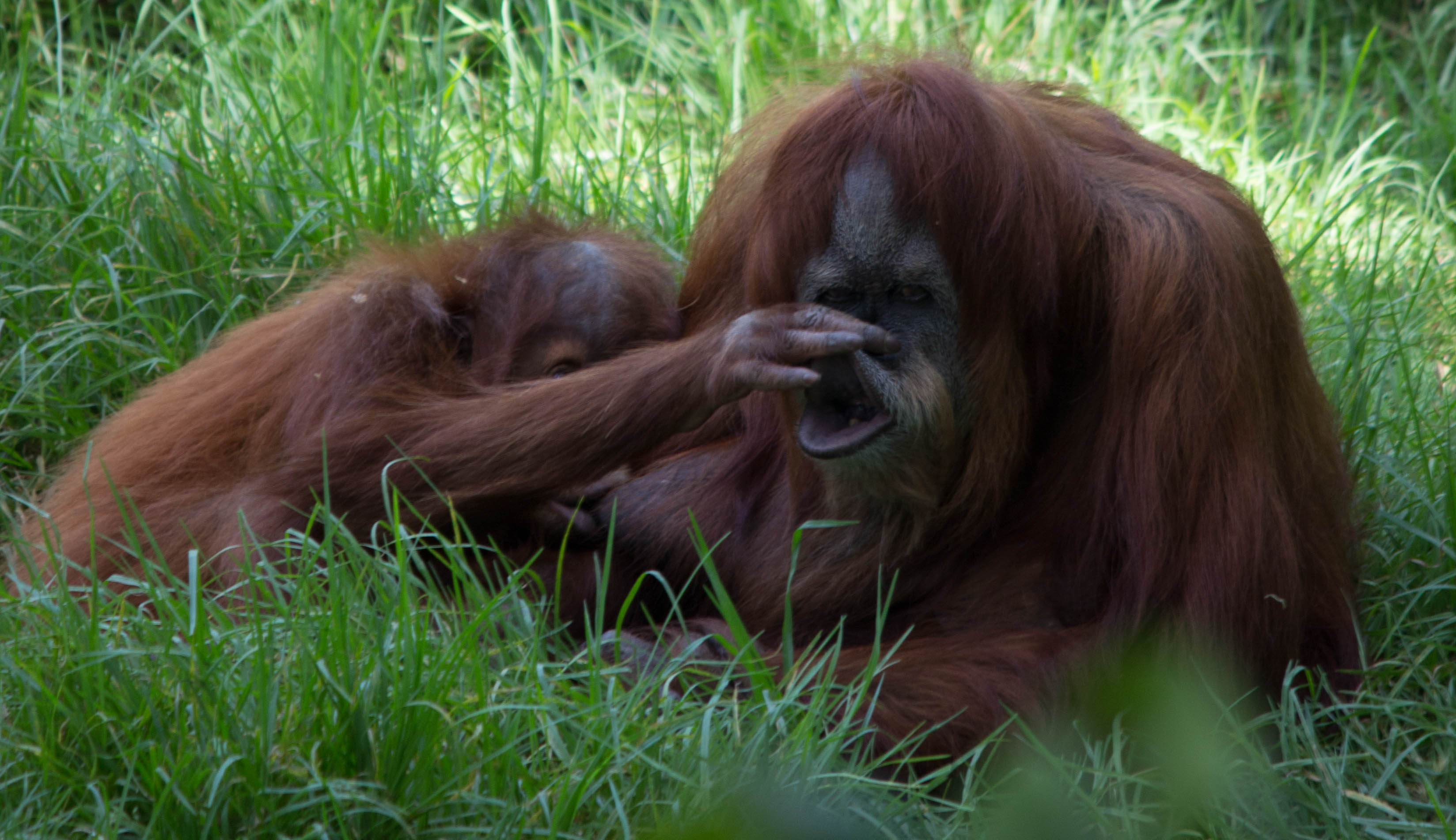
Пара орангутанов в сафари-парке города